# 青野海運
青野海運株式会社（あおのかいうん）は、愛媛県新居浜市新田町に本社を置く海運会社。

## 概要
1894年に別子銅山の御用達商人として創業した。化学薬品や高圧液化ガスなどの特殊タンク船輸送を中心に海運事業を行っている。1997年には事業多角化の一環で近海船のオペレーターを目指し、初の外航LPG船「LILIUM GAS」を建造した。その後、2005年に売船したが、2009年にMR型タンカーで外航に再参入した。

## 事業所
- 本社 - 愛媛県新居浜市新田町1丁目1番17号
- 東京支店 - 東京都中央区日本橋1-18-14 クローバー日本橋8F

## 沿革
- 1894年 - 別子銅山のご用達として「青野回漕店」の商号で海運業開始。
- 1924年 - 国内で初めて硫酸タンク船を試作（不成功）。
- 1929年 - 鉄製ボイラー型タンクを「光輝丸」に搭載し、硫酸輸送に成功。
- 1937年 - 「青野運送店」に社名変更。
- 1942年 - 「青野組」に社名変更。
- 1950年 - 国内初の硫酸アルミニウムタンク船輸送を開始。
- 1955年 - 「青野海運株式会社」設立。
- 1957年 - 液体アンモニアのタンク輸送開始。
- 1960年 - 初の鋼船「第1金光丸」を建造。
- 1969年 - 初の硫酸専用タンカー「第58金光丸」を建造。本社屋が竣工。
- 1977年 - 液体アンモニア専用タンカー「第75金光丸」を建造。
- 1989年 - 四国商興を買収（後のエースマリン）。
- 1990年 - 「アトラス」の商標で倉庫部門の営業開始。
- 1994年 - 株式会社イヨテクニカル（現：株式会社サイバー）をグループ会社化。
- 1997年 - LPGタンカー「LILIUM GAS」を建造し、外航に進出。
- 1999年 - エースマリン株式会社を吸収合併。
- 2003年 - 陸送・倉庫部門を株式会社アトラスに統合。
- 2011年 - 任意ISM認証取得。
- 2013年 - ばら積み船「LUMINOUS NOVA」が就航し、本格的に外航事業に進出。
- 2014年 - 創業120年を迎え、青野力が代表取締役社長に就任
- 2018年 - 株式会社アトラス、株式会社サイバーが創業50年を迎える。

青野海運株式会社が地域未来牽引企業に選定される。
- 2019年 - 11月30日に499総屯型液体化学薬品船　「光令丸」　が竣工。

本船は国土交通省海事局の「省エネ格付け制度」H&S（ハード対策及びソフト対策）の
暫定運用で四つ星認定を取得。
- 2019年 - 10月21日に外航ばら積貨物運搬船　「CLARA INSIGNIA」 が竣工。

- 2020年 - 5月28日　「光令丸」　が国土交通省の内航船省エネルギー格付制度（本格運用）で五つ星に格付け。

- 2021年 - 4月2日に外航積貨物運搬船　「KASHING」　が竣工。

- 2023年 - 1月23日に320総屯型液体化学薬品船　「光進丸」　が竣工。

- 2024年 - 8月19日に749総屯型液体化学薬品船　「光安丸」　が竣工。

- 2024年 - 10月11日に青野海運史上最大船型Kamsarmax 「GCL PRAIA MOLE」が竣工。

## 関連会社
- 株式会社アトラス（一般貨物自動車運送事業・貨物運送取扱事業・産業廃棄物収集運搬業・倉庫業など）
- 株式会社サイバー（制御ソフトウェア・電子回路の設計・製作）